# Ролла (Північна Дакота)
Ролла (англ. Rolla) — місто (англ. city) в США, в окрузі Ролетт штату Північна Дакота. Населення — 1223 особи (2020).

## Географія
Ролла розташована за координатами 48°50′37″ пн. ш. 99°36′34″ зх. д. / 48.84361° пн. ш. 99.60944° зх. д. (48.843585, -99.609510).  За даними Бюро перепису населення США в 2010 році місто мало площу 3,71 км², уся площа — суходіл.

### Клімат
| Клімат : Ролла        | Клімат : Ролла | Клімат : Ролла | Клімат : Ролла | Клімат : Ролла | Клімат : Ролла | Клімат : Ролла | Клімат : Ролла | Клімат : Ролла | Клімат : Ролла | Клімат : Ролла | Клімат : Ролла | Клімат : Ролла | Клімат : Ролла |
| Показник              | Січ.           | Лют.           | Бер.           | Квіт.          | Трав.          | Черв.          | Лип.           | Серп.          | Вер.           | Жовт.          | Лист.          | Груд.          | Рік            |
| Середній максимум, °C | −9,3           | −6,7           | −1,1           | 9,3            | 16,8           | 21,2           | 23,9           | 23,7           | 17,9           | 10,1           | −0,2           | −7,3           | 8,2            |
| Середній мінімум, °C  | −19,1          | −16,7          | −10,2          | −2,2           | 4,3            | 10,2           | 13,2           | 11,9           | 6,3            | −0,7           | −8,9           | −16,4          | −2,4           |
| Норма опадів, мм      | 11             | 9              | 17             | 25             | 61             | 91             | 75             | 60             | 41             | 32             | 19             | 12             | 454            |
| --------------------- | -------------- | -------------- | -------------- | -------------- | -------------- | -------------- | -------------- | -------------- | -------------- | -------------- | -------------- | -------------- | -------------- |
| Джерело: NOAA         |                |                |                |                |                |                |                |                |                |                |                |                |                |

## Демографія
Згідно з переписом 2010 року, у місті мешкало 1280 осіб у 563 домогосподарствах у складі 321 родини. Густота населення становила 345 осіб/км².  Було 619 помешкань (167/км²).
Расовий склад населення:
| - 54,1 % — білих - 40,9 % — корінних американців - 0,6 % — азіатів - 0,1 % — чорних або афроамериканців |

До двох чи більше рас належало 4,2 %. Частка іспаномовних становила 1,8 % від усіх жителів.
За віковим діапазоном населення розподілялося таким чином: 27,6 % — особи молодші 18 років, 55,3 % — особи у віці 18—64 років, 17,1 % — особи у віці 65 років та старші. Медіана віку мешканця становила 36,5 року. На 100 осіб жіночої статі у місті припадало 89,6 чоловіків;  на 100 жінок у віці від 18 років та старших — 81,8 чоловіків також старших 18 років.
Середній дохід на одне домашнє господарство  становив 57 636 доларів США (медіана — 38 542), а середній дохід на одну сім'ю — 72 861 долар (медіана — 59 464). Медіана доходів становила 38 333 долари для чоловіків та 31 635 доларів для жінок. За межею бідності перебувало 30,2 % осіб, у тому числі 48,3 % дітей у віці до 18 років та 12,4 % осіб у віці 65 років та старших.
Цивільне працевлаштоване населення становило 577 осіб. Основні галузі зайнятості: освіта, охорона здоров'я та соціальна допомога — 31,9 %, роздрібна торгівля — 18,5 %, будівництво — 9,5 %, виробництво — 8,3 %.